# 絲真小鯉
絲真小鯉（学名：Cyprinella zanema）为輻鰭魚綱鯉形目雅羅魚科的其中一種，分布於北美洲美國北卡羅萊納州及南卡羅萊納州Cape Fear、Pee Dee 和Santee河上游流域，棲息在多沙石的溪流，體長可達7.5公分。